# Porozumienie Gaza-Jerycho
Porozumienie Gaza-Jerycho (arab. ‏اتفاق غزة أريحا‎, hebr. ‏הסכם קהיר‎, ang. The Agreement on the Gaza Strip and the Jericho Area) – porozumienie o utworzeniu ograniczonej Autonomii Palestyńskiej w Strefie Gazy i okolicy miasta Jerycho podpisane przez Izrael i Organizację Wyzwolenia Palestyny w Kairze 4 maja 1994 roku.

## Historia
Porozumienie było pierwszym układem w ramach procesu zainicjowanego w Oslo we wrześniu 1993 roku, kiedy to uzgodniono tzw. Deklarację Zasad (pierwsze porozumienie z Oslo). Zostało podpisane przez premiera Izraela Icchaka Rabina (1922–1995) i przywódcę Organizacji Wyzwolenia Palestyny Jasira Arafata (1929–2004) 4 maja 1994 roku w Kairze w obecności przedstawicieli Egiptu, Rosji i Stanów Zjednoczonych. 

## Postanowienia
Porozumienie zawierało ustalenia dotyczące ustanowienia Autonomii Palestyńskiej w Strefie Gazy i na Zachodnim Brzegu, w okolicy miasta Jerycho. Wyznaczało dokładne granice Strefy Gazy i rejonu Jerycha oraz drogi pomiędzy nimi. Układ gwarantował Palestyńczykom bezpieczne przejście między obydwiema częściami Autonomii.    
Autonomia Palestyńska miała mieć własną władzę ustawodawczą, sądowniczą i wykonawczą (z wyłączeniem stosunków zagranicznych i obronności). Władza miała być sprawowana przez wybraną 24-osobową Radę Palestyńską. Autonomia miała dysponować własną policją w liczbie 9 tys. funkcjonariuszy.   
Porozumienie przewidywało częściowe wycofanie wojsk izraelskich z terenów Autonomii Palestyńskiej w ciągu trzech tygodni od podpisania układu. Ponadto Izrael zobowiązał się do zwolnienia w ciągu pięciu tygodni od podpisania porozumienia ok. 5 tys. palestyńskich więźniów, mieszkańców Strefy Gazy i Zachodniego Brzegu. Obie strony zobowiązały się do zapobiegania atakom terrorystycznym.

## Realizacja porozumienia
Wojska izraelskie wycofały się 25 maja 1994 roku. 
1 lipca 1994 roku do Gazy przybył Jasir Arafat, by objąć stanowisko pierwszego prezydenta Rady Palestyńskiej.
We wrześniu 1995 roku porozumienie stało się częścią Umowy Przejściowej (drugiego porozumienia z Oslo), która je zastąpiła.